# Dawson Turner
Dawson Turner (18 de octubre de 1775 - 21 de junio de 1858) fue un banquero, botánico, bibliófilo, y anticuario británico.

## Primeros años
Turner era hijo de James Turner y de Elizabeth Cotman, la única hija del alcalde de Yarmouth John Cotman.
Fue su maestro el botánico Robert Forby.

## Vida personal
En 1796 se casa con Mary Palgrave, y tienen once hijos:
- Maria Dawson Turner (1797–1872), casada con William Jackson Hooker
- Harriet Turner (1806–1869), casada con John Gunn clérigo-naturalista
- Elizabeth Turner (1799–1852), casada con Francis Palgrave (nacido Cohen), quien estuvo en Palgrave hasta su conversión al cristianismo
- Eleanor Jane Turner (1811–1895), la hija menor, casada con William Jacobson
- Dawson William Turner (1815-1885), educador
- seis hijos más.[6]

## Honores

### Membresías
- diciembre de 1802: miembro de la Real Sociedad de Londres.[7]
- 1816: Real Academia de las Ciencias de Suecia[7]

### Eponimia
- (Turneraceae) Turnera Plum. ex L.[8]

## Fallecimientno
Turner fallece en 21 de junio de 1858 a los 82 años y fue sepultado en Cementerio Brompton en Londres.

## Obra
- A Synopsis of the British Fuci. Dos vols. J. White; T. Longman & O. Rees, Londres, en línea 1802

- Muscologiæ Hibernicæ spicilegium. 1804, ilustraciones de William Jackson Hooker

- Con Lewis W. Dillwyn (1778-1855), The Botanist's Guide through England and Wales. Dos vols., Londres, 1805

- Fuci; sive plantarum fucorum generi a botanicis ascriptarum icones, descriptiones et historia. Fuci; o, figuras coloreadas y descripciones de las plantas referidas por botánicos, del género Fucus. Cuatro vols. Londres, 1808-1819 en línea[9]

- Account of a tour in Normandy. Dos vols. 1820

- Con William Borrer (1781-1862), Specimen of a Lichenographia Britannica; or, attempt at a history of the British Lichens. Yarmouth, 1839

- Sketch of the history of Caister Castle, near Yarmouth, including biographical notices of Sir J. Fastolfe, and of different individuals of the Paston Family, etc. Londres, 1842

- Descriptive index of the contents of five manuscript volumes illustrative of the history of Great Britain in the library of D. Turner. Yarmouth, en línea 1843

- Catalogue of the Manuscript Library of the Late Dawson Turner... Ed. Puttick & Simpson, 308 pp. en línea 1859
- La abreviatura «Turner» se emplea para indicar a Dawson Turner como autoridad en la descripción y clasificación científica de los vegetales.[10]